# Estación de Luchsingen-Hätzingen
La estación de Luchsingen-Hätzingen (en alemán: Luchsingen-Hätzingen Bahnhof) es un apeadero de la localidad de Luchsingen, perteneciente a la comuna suiza de Glaris Sur, en el Cantón de Glaris.

## Situación
El apeadero se encuentra ubicado a las afueras del sureste del núcleo urbano de Luchsingen. Cuenta con un único andén por el que pasa una sola vía. Las dependencias colaterales del apeadero son el apeadero de Diesbach-Betschwanden en dirección Linthal y el apeadero de Leuggelbach, en dirección Ziegelbrücke.

## Servicios ferroviarios
Los servicios son operados por SBB-CFF-FFS:
- R Rapperswil - Ziegelbrücke – Glaris – Schwanden – Linthal. Servicios cada hora.

- Datos: Q5642491
- Multimedia: Luchsingen-Hätzingen railway station / Q5642491